# ليام وود
ليام وود (بالإنجليزية: Liam Wood)‏ (30 مارس 1998 بلور هوت في نيوزيلندا - ) هو لاعب كرة قدم نيوزلندي في مركز الدفاع.

## وصلات خارجية
- ليام وود على موقع قاعدة بيانات كرة القدم.إي يو (الإنجليزية)
- ليام وود على موقع Soccerway.com (الإنجليزية)